# Lauren Bell (Radsportlerin)
Lauren Bell (* 26. Oktober 1999 in Forres) ist eine britische Radsportlerin aus Schottland, die vorrangig Rennen in den Kurzzeitdisziplinen auf der Bahn bestreitet.

## Sportlicher Werdegang
Seit 2017 ist Lauren Bell im Leistungsradsport aktiv. 2020 wurde sie im 500-Meter-Zeitfahren und im Keirin britische Meisterin. Dabei stellte sie über 500 Meter (34,305 Sekunden) und über 200 Meter (11,202 Sekunden bei fliegendem Start) zwei neue schottische Rekorde auf. Bei den U23-Bahneuropameisterschaften 2021 errang sie mit Blaine Ridge-Davis und Emma Finucane Silber im Teamsprint, und 2022 bei den Bahnweltmeisterschaften der Elite mit Sophie Capewell und Emma Finucane die Bronzemedaille, ebenfalls im Teamsprint.
2022 gab Lauren Bell ihr Debüt bei den Commonwealth Games 2022 in Birmingham. Sie belegte den sechsten Platz im 500-m-Zeitfahren und den zehnten Platz jeweils im Keirin und im Sprint. Im Jahr darauf errang sie bei den Europameisterschaften (mit Emma Finucane, Katy Marchant und Sophie Capewell) und bei den Weltmeisterschaften (mit Sophie Capewell und Emma Finucane) im Teamsprint jeweils die Silbermedaille.

## Diverses
Lauren Bell studiert Sportwissenschaft an der Napier University in Edinburgh (Stand 2020).

## Erfolge
2020
- Britische Meisterin – 500-Meter-Zeitfahren, Keirin

2021
- U23-Europameisterschaft – Teamsprint (mit Blaine Ridge-Davis und Emma Finucane)

2022
- Weltmeisterschaft – Teamsprint (mit Sophie Capewell und Emma Finucane)

2023
- Europameisterschaft – Teamsprint (mit Emma Finucane, Katy Marchant und Sophie Capewell)
- Weltmeisterschaft – Teamsprint (mit Sophie Capewell und Emma Finucane)

2024
- Britische Meisterin – Sprint, Keirin
- Nations Cup – Teamsprint (mit Sophie Capewell, Emma Finucane und Katy Marchant)

2025
- Europameisterschaft – Teamsprint (mit Rhian Edmunds und Rhianna Parris-Smith)
- Britische Meisterin – Sprint, Keirin, Teamsprint (mit Rhian Edmunds und Rhianna Parris-Smith)